# Biuretă

Schema unei biurete moderne

Biureta este un tub de sticlă gradat sau negradat, de diverse forme, folosit la analizele chimice, constituită astfel încât conținutul acestuia poate fi picurat în alt vas.

## Date generale
Un tip cunoscut de biuretă constă dintr-un cilindru vertical de sticlă cu un robinet în partea inferioară. Biuretele sunt extrem de precise, și au toleranțe foarte mici de precizie.

## Istoric
Prima biuretă a fost dezvoltată în anul 1791 de către chimistul și farmacistul francez François-Antoine-Henri Descroizilles. Mai târziu, Joseph Louis Gay-Lussac a dezvoltat o versiune îmbunătățită a unei biurete; Karl Friedrich Mohr a refăcut sistemul biuretei prin adăugarea unui suport și detașarea vârfului la capătul inferior, robinetul fiind înlocuit de o secțiune de cauciuc controlată printr-o clemă metalică.